# Wollemia nobilis
Wollemia nobilis W.G.Jones, K.D.Hill & J.M.Allen è una pianta appartenente alla famiglia delle Araucariaceae, unica specie del genere Wollemia W.G.Jones, K.D.Hill & J.M.Allen, endemica dell'Australia. Rappresenta uno dei tre generi viventi della famiglia, insieme ad Araucaria e Agathis (a cui è più strettamente imparentato).
La specie è classificata come in pericolo critico (CR) nella Lista Rossa IUCN, ed è legalmente protetto in Australia. I primi ministri e i ministri degli esteri australiani ne hanno donato esemplari a vari dignitari in tutto il mondo.

## Descrizione

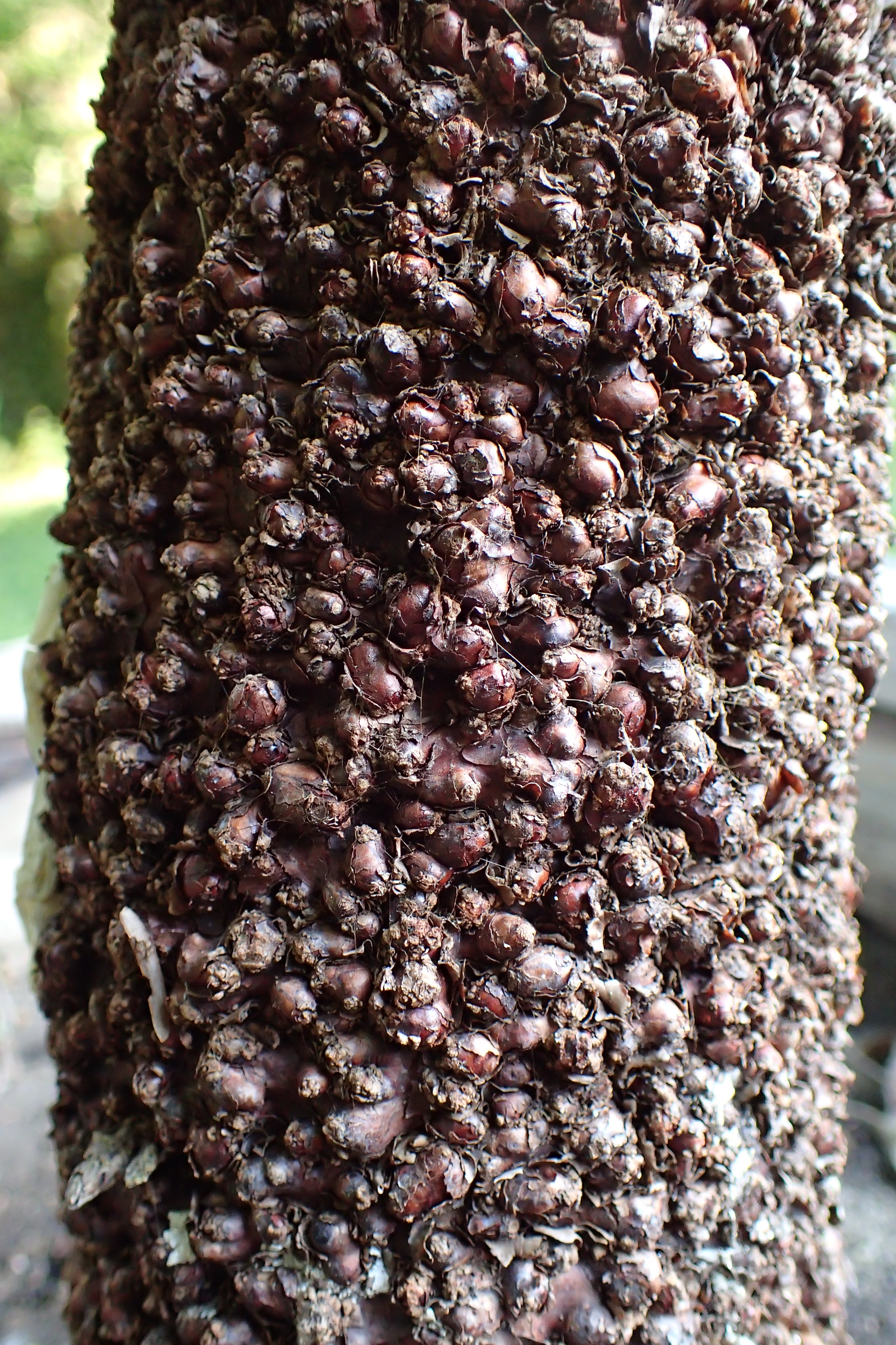
Corteccia di W. nobilis

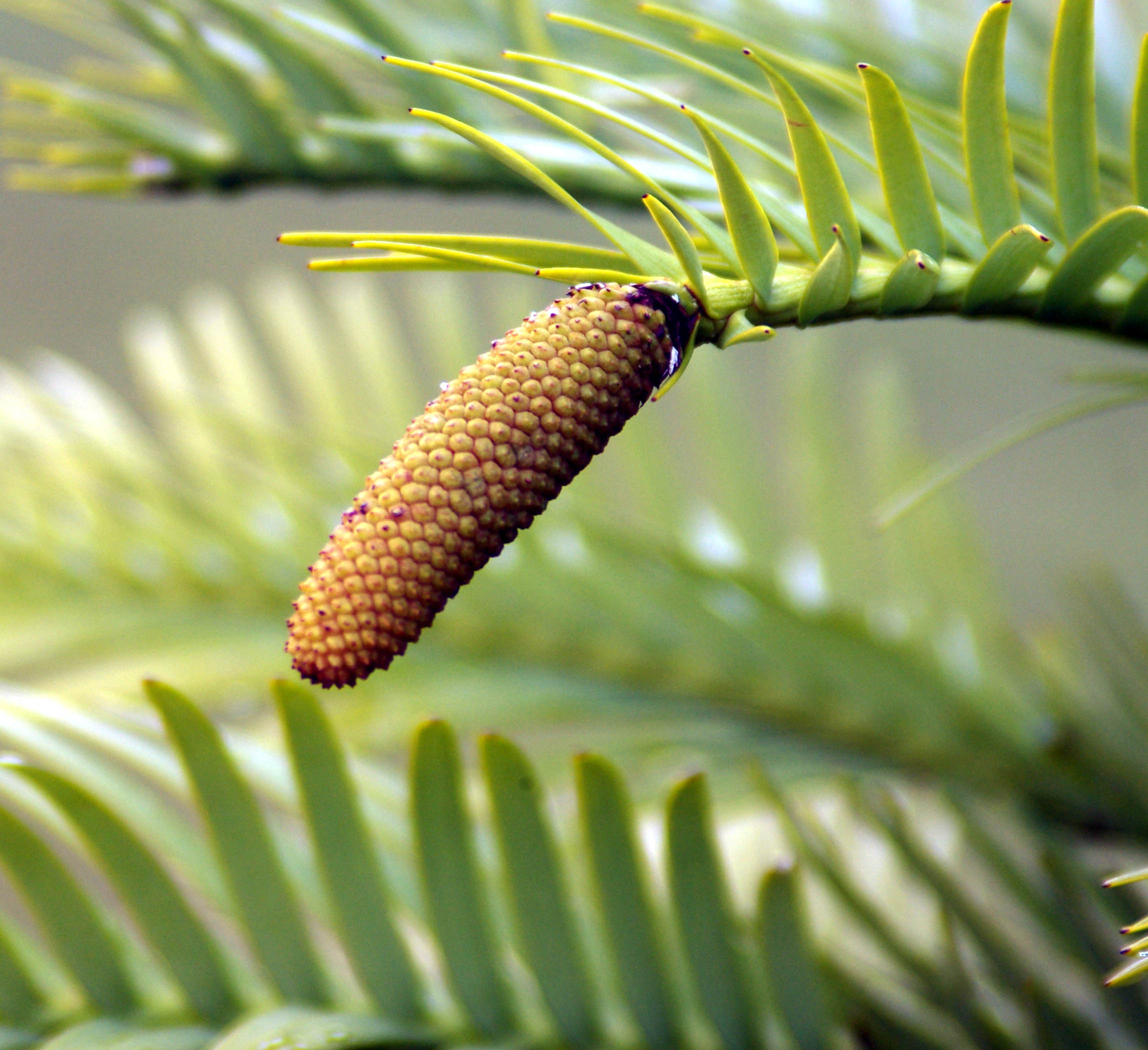
Cono maschile di W. nobilis

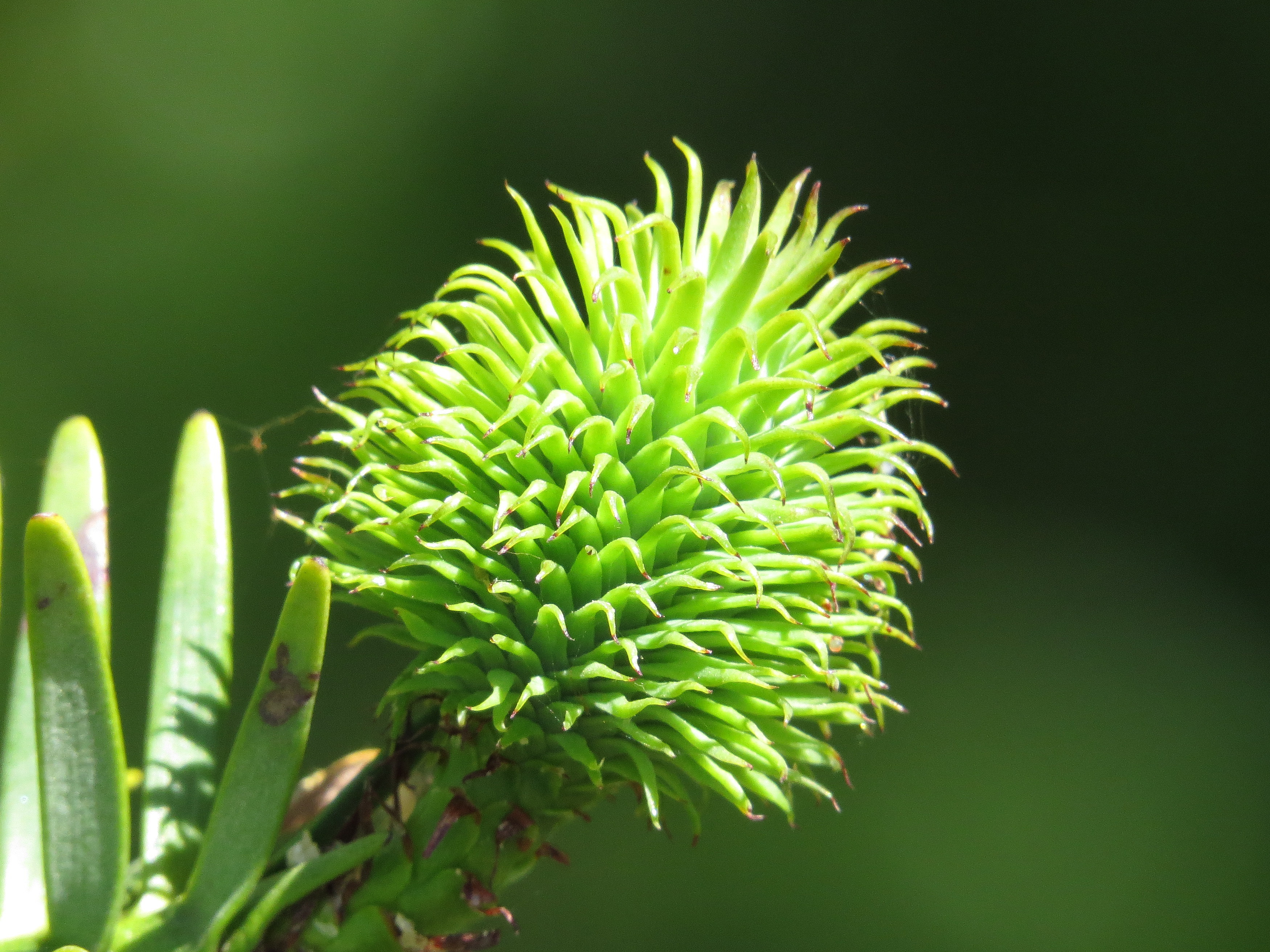
Cono femminile di W. nobilis

Wollemia nobilis è un albero sempreverde che raggiunge 25–40 m di altezza. La corteccia è molto caratteristica, marrone scuro e nodosa, e si dice che assomigli ai cereali per la colazione Coco Pops. Gli alberi sono facilmente cedui e la maggior parte degli esemplari sono a tronchi multipli o appaiono come gruppi di tronchi che si pensa derivino da una vecchia crescita di ceduazione, con alcuni costituiti da fino a 100 steli di diverse dimensioni. La ramificazione è insolita in quanto quasi tutti i rami laterali non presentano ulteriori ramificazioni. Dopo alcuni anni, ogni ramo termina con un cono (maschio o femmina) oppure cessa di crescere. Dopo questo periodo, o quando la pigna raggiunge la maturità, il ramo muore. Quindi, dalle gemme dormienti del tronco principale nascono nuovi rami. Raramente, un ramo laterale diventa eretto e si sviluppa in un tronco secondario, che a sua volta porta una nuova serie di rami laterali.
Le foglie sono piatte e lineari,  lunghe 3–8 cm e larghe 2–5 mm. Sono disposte a spirale sullo stelo, ma ritorte alla base, in modo da apparire in due o quattro file appiattite. Man mano che le foglie maturano, il loro colore passa dal verde lime brillante a un verde più giallastro. I coni femminili sono verdi, lunghi 6–12 cm di lunghezza e larghi 5–10 cm e maturano circa 18-20 mesi dopo l'impollinazione anemofila. Si disintegrano a maturità per rilasciare i semi che sono piccoli e marroni, sottili e cartacei con un'ala lungo il bordo per facilitare la dispersione tramite il vento. I coni maschili di colore bruno-rossastro sono conici e sottili, lunghi 5–11 cm e larghi 1–2 cm e sono più bassi sull'albero rispetto ai coni dei semi. Le piantine sembrano crescere lentamente e gli alberi maturi sono estremamente longevi; si stima che alcuni degli individui più anziani oggi abbiano un'età compresa tra 500 e 1.000 anni.

## Distribuzione e habitat
L'areale nativo di W. nobilis è limitato al Nuovo Galles del Sud (Benjang Gap). Cresce principalmente in climi subtropicali.
La specie si trova in natura in una serie remota di strette gole di arenaria dai lati scoscesi 150 km a nord-ovest di Sydney. Il genere prende il nome dal Parco Nazionale.

## Storia

### Scoperta

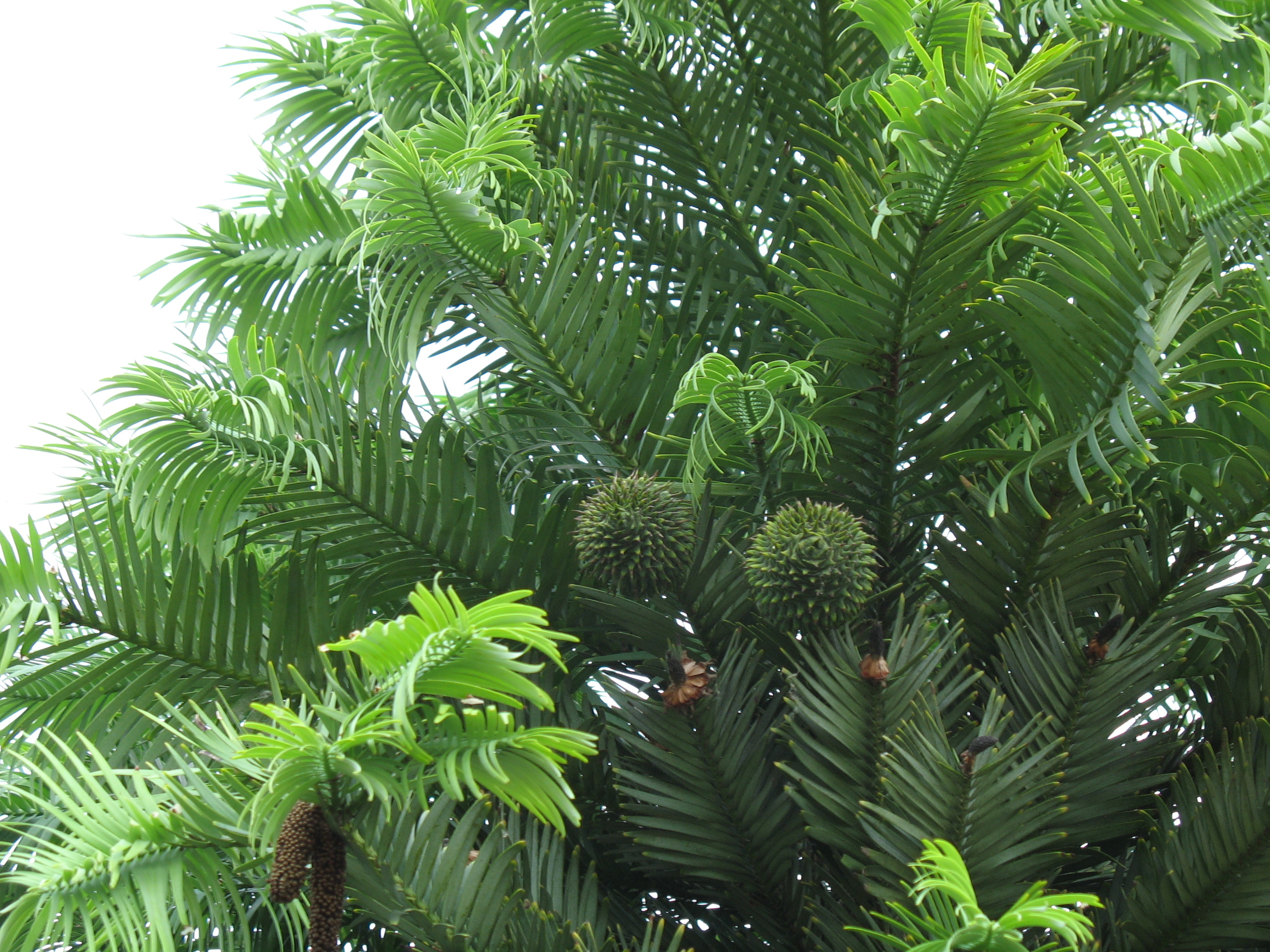
Coni maschili e femminili di W. nobilis

La scoperta, avvenuta intorno al 10 Settembre 1994, da David Noble, Michael Casteleyn e Tony Zimmerman, si è verificato solo perché il gruppo aveva esplorato sistematicamente la zona, alla ricerca di nuovi canyon. Noble aveva una buona conoscenza della botanica e riconobbe subito che gli alberi erano insoliti per via della corteccia unica e meritavano ulteriori studi. Prese degli esemplari da portare al lavoro per l'identificazione, aspettandosi che qualcuno fosse in grado di identificare le piante. Dopo l'identificazione, i parchi nazionali rimasero avvolti in un velo di segretezza e gli scopritori non vennero a conoscenza della reale portata della scoperta per circa sei mesi. La specie è stata successivamente così denominata in onore di David Noble.
Il confronto con le altre specie della famiglia delle Araucariaceae viventi e fossilizzate ha dimostrato che W. nobilis apparteneva a quella famiglia ed è stato inserito in un nuovo genere, accanto ai generi Agathis e Araucaria.
Si conoscono meno di 60 alberi adulti che crescono spontaneamente in quattro località, non molto distanti tra loro. È molto difficile contarne gli esemplari, poiché la maggior parte degli alberi ha più fusti e può avere un apparato radicale connesso. I test genetici hanno rivelato che tutti gli esemplari sono geneticamente indistinguibili, il che suggerisce che la specie abbia attraversato un collo di bottiglia genetico 10.000-26.000 anni fa, in cui la sua popolazione divenne così bassa (probabilmente solo uno o due individui) che ogni variabilità genetica andò perduta.

### Conservazione
Nel novembre 2005, è stato scoperto che gli alberi selvatici erano infetti da Phytophthora cinnamomi. I guardaparco del Nuovo Galles del Sud ritengono che la muffa virulenta sia stata introdotta da visitatori non autorizzati nel sito, la cui ubicazione non è ancora stata rivelata al pubblico. Il boschetto di alberi è stato messo in pericolo dagli incendi durante la stagione degli incendi boschivi australiani 2019-2020. Furono salvati dai vigili del fuoco specializzati che installarono un sistema di irrigazione e sganciarono liquido ritardante.
Dieci anni dopo l'avvio della tutela delle talee di rami radicati nei giardini botanici di tutto il mondo, i coltivatori commerciali furono autorizzati a ricevere talee in eccedenza per propagarle e venderle ai propri clienti. Questa insolita decisione di gestione per una pianta in via di estinzione è dovuta al grande interesse pubblico per questo albero raro e come esperimento per verificare se la disponibilità commerciale sarebbe servita a proteggere le popolazioni selvatiche dalla raccolta illegale.
I risultati sono stati raccolti da più di 1.500 persone provenienti da 31 paesi che hanno coltivato le talee e hanno risposto a un sondaggio online creato da due scienziati in Australia. I risultati hanno indicato che la specie cresce bene dove il clima è temperato e le precipitazioni sono adeguate durante tutto l'anno. I terreni argillosi con buon drenaggio si sono rivelati ideali. Il team ha concluso che è possibile coltivare W. nobilis in molte parti del mondo e sotto diversi climi e regimi colturali, il che può aiutare a conservare questa specie di fronte al cambiamento climatico e ad altre minacce.

## Coltivazione
W. nobilis è estremamente resistente e versatile nella coltivazione. Nonostante sia una specie in via di estinzione, è facile da coltivare e richiede una manutenzione relativamente bassa. Si adatta a diverse zone climatiche, prosperando in posizioni esterne sia in pieno sole che in mezz'ombra. Può essere tenuta in vaso quasi all'infinito ed è un'ottima pianta da vaso per patii, verande e cortili. Poiché tollera l'aria condizionata, può essere utilizzata anche come pianta decorativa da interno. Richiedono un terreno ben drenato e protezione dal gelo.
Quando si pota, si consiglia di utilizzare cesoie sterili in qualsiasi periodo dell'anno per mantenerne la forma compatta. Può essere potata drasticamente, rimuovendo fino a due terzi della dimensione della pianta. Si può effettuare una potatura massiccia sulla crescita apicale e sui rami. Il periodo migliore per la potatura è durante i mesi invernali.
Il pino di Wollemi ha una crescita molto controllata, soprattutto se tenuto in vaso. Potrebbero essere necessari fino a 25 anni per raggiungere 6 m di altezza.

## Usi
Un programma di propagazione ha reso disponibili esemplari di W. nobilis ai giardini botanici, prima in Australia nel 2006 e poi in tutto il mondo. Può rivelarsi un albero prezioso a scopo ornamentale, sia piantato in piena terra che per vasi e fioriere. In Australia, esemplari di W. nobilis autoctoni in vaso sono stati promossi come alberi di Natale. La specie si è inoltre dimostrata più adattabile e resistente al freddo di quanto suggerirebbe la sua limitata distribuzione temperata-subtropicale e umida, tollerando temperature comprese tra -5 e 45 °C. Un boschetto piantato nell'Inverewe Garden, in Scozia, ritenuto il luogo più a nord in cui sia mai stata realizzata una piantagione di successo, è sopravvissuto a temperature di -7 °C nel gennaio 2010. Resiste sia al pieno sole che alla piena ombra. Come molti altri alberi australiani, W. nobilis è suscettibile alla muffa patogena Phytophthora cinnamomi, quindi questo potrebbe limitare il suo potenziale come albero da legname.
I Royal Botanic Gardens di Sydney hanno pubblicato informazioni su come coltivare esemplari partendo dai semi raccolti dagli elicotteri dagli alberi della foresta. La maggior parte dei semi che cadono dal cono non sono vitali, quindi devono essere selezionati per conservare quelli carnosi e scuri. Questi possono poi essere seminati sopra il terriccio per la semina e annaffiati. Una volta che l'acqua sarà evaporata dal composto, il vaso dovrà essere messo in un sacchetto di plastica e conservato in frigorifero per due settimane. Dopodiché, il vaso viene rimosso dal sacchetto di plastica e posto in un luogo caldo ma non troppo soleggiato finché il seme non germina (mantenendolo umido ma non bagnato). Ciò potrebbe richiedere diversi mesi.
Esempi di questa specie possono essere osservati presso il Tasmanian Arboretum, presso il parco divertimenti Gardaland e presso i Giardini di Villa della Pergola ad Alassio, Italia.